# Georg Wagner (Geologe)
Georg Wagner (* 26. Juli 1885 in Künzelsau; † 11. Juli 1972 in Tübingen) war ein deutscher Geologe und Hochschullehrer.

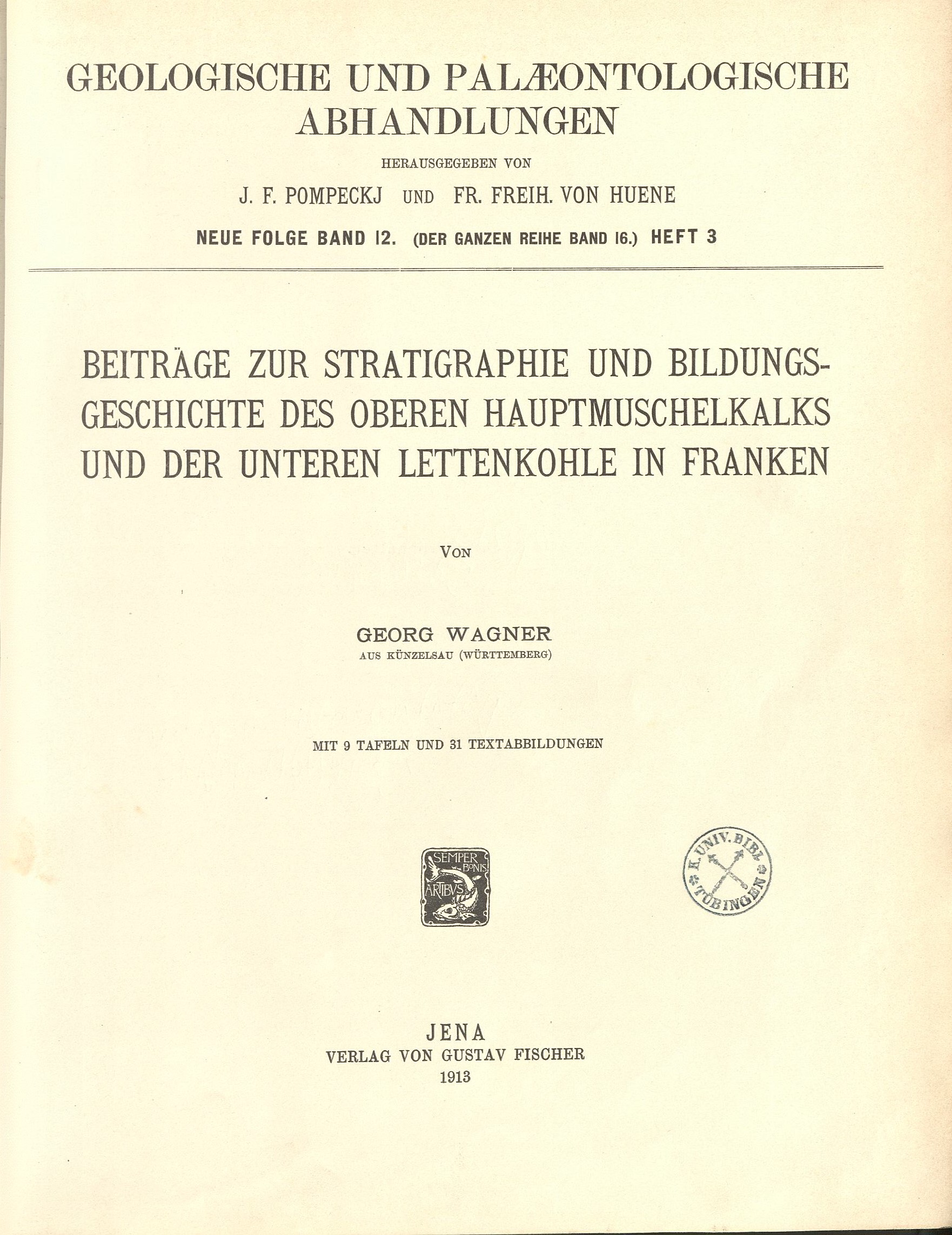
Dissertation (1913)

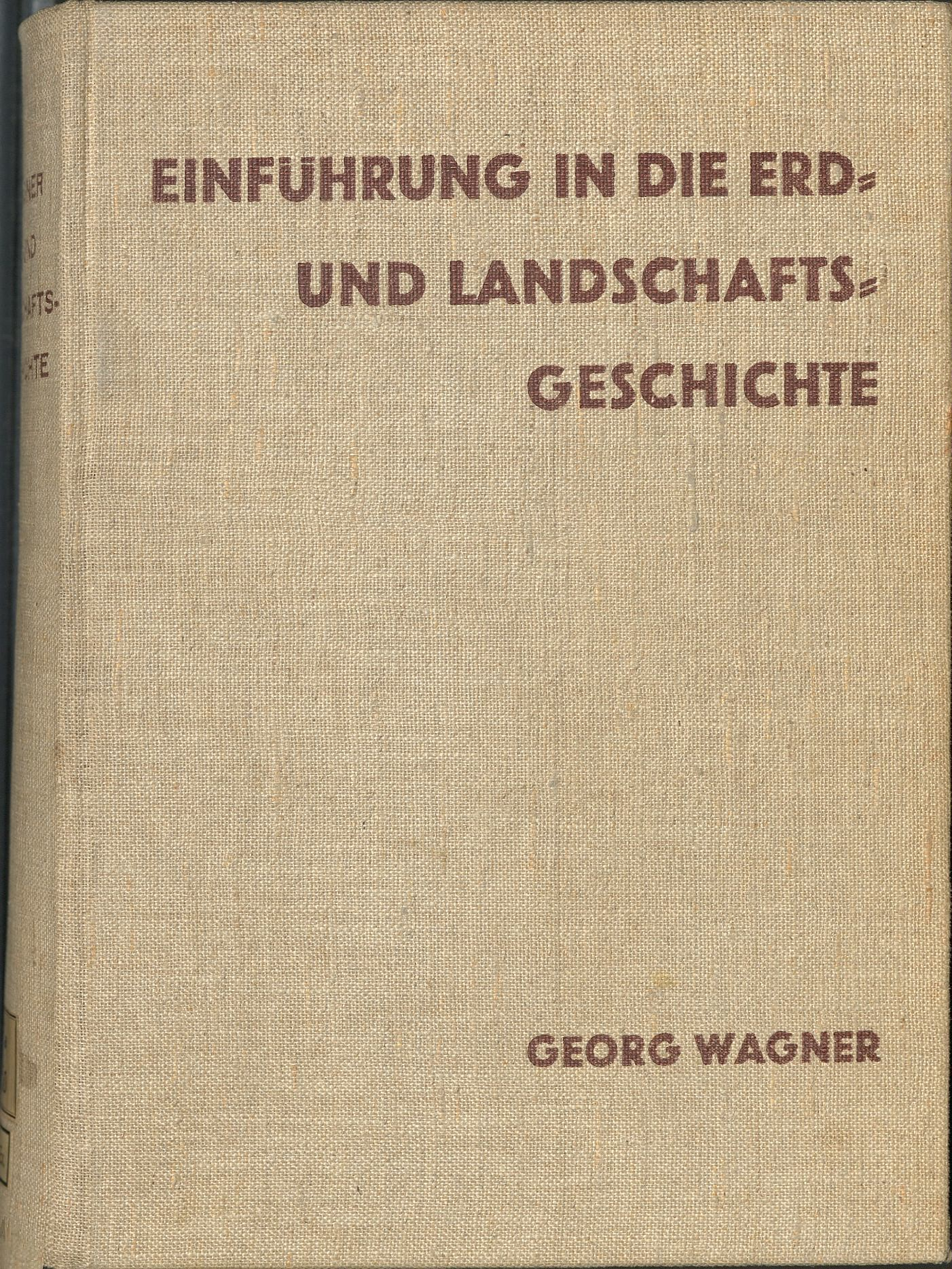
Einführung in die Erd- und Landschaftsgeschichte (1931)

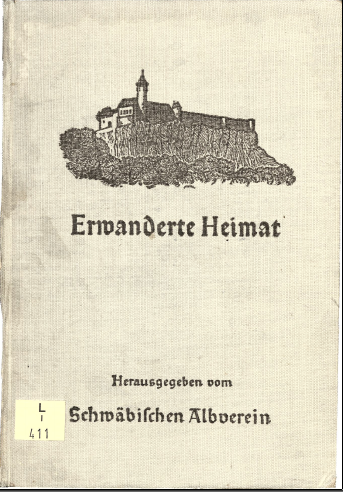
Bearbeitet von Georg Wagner (1942)

## Leben
Georg Wagner besuchte zunächst die Übungsschule des Lehrerseminars seiner Heimatstadt, wo er auch zum Volksschullehrer ausgebildet wurde. Bis 1905 war er in diesem Beruf tätig, unter anderem in Künzelsau, Heilbronn und Öhringen. Erst 1906 legte er in Schwäbisch Hall das Abitur ab und studierte nach dem Militärdienst bis 1910 in Tübingen und München Mathematik und Naturwissenschaften. Die Geologie war dabei sein Hauptfach. In seiner Dissertation 1911 beschäftigte er sich mit Fragen des Muschelkalks in Franken.
Anschließend war er wieder als Lehrer tätig und arbeitete an der Oberrealschule in Schwäbisch Hall. Danach wirkte er als Professor am Lehrerseminar in Nagold. Während des Ersten Weltkrieges war er Infanterieoffizier.
1925 wurde er Professor für Chemie, Geologie und Biologie an der Oberrealschule in Stuttgart. Während dieser Zeit erforschte er privat die Geologie insbesondere des schwäbisch-fränkischen Schichtstufenlandes sowie der Landschaftsgeschichte Südwestdeutschlands. In dieser Zeit hielt er auch regelmäßig Vorlesungen an der Eberhard Karls Universität Tübingen sowie an der Hochschule in Hohenheim. Wagner wurde als Vereinsmitglied des Schwäbischen Albvereins 1940 Schriftleiter von dessen Organ, der Blätter des Schwäbischen Albvereins; seinerzeit unter dem Vereinsvorsitzenden Georg Fahrbach, eines prominenten Vertreters des Naturschutz im Nationalsozialismus.
Im Juli 1946 erhielt er eine außerordentliche Professur für allgemeine und angewandte Geologie an der Universität Tübingen, die er bis zur Emeritierung 1953 innehatte. Er veröffentlichte seine Forschungsergebnisse in über 300 Schriften und Büchern. Georg Wagner galt in seiner Tübinger Zeit als bedeutendster Geologe Südwestdeutschlands.
Der fotografische Nachlass von Wagners Forschungsarbeit ist in der Paläontologischen Sammlung der Universität Tübingen archiviert und wird vom Museum der Universität Tübingen verwaltet.

## Ehrungen

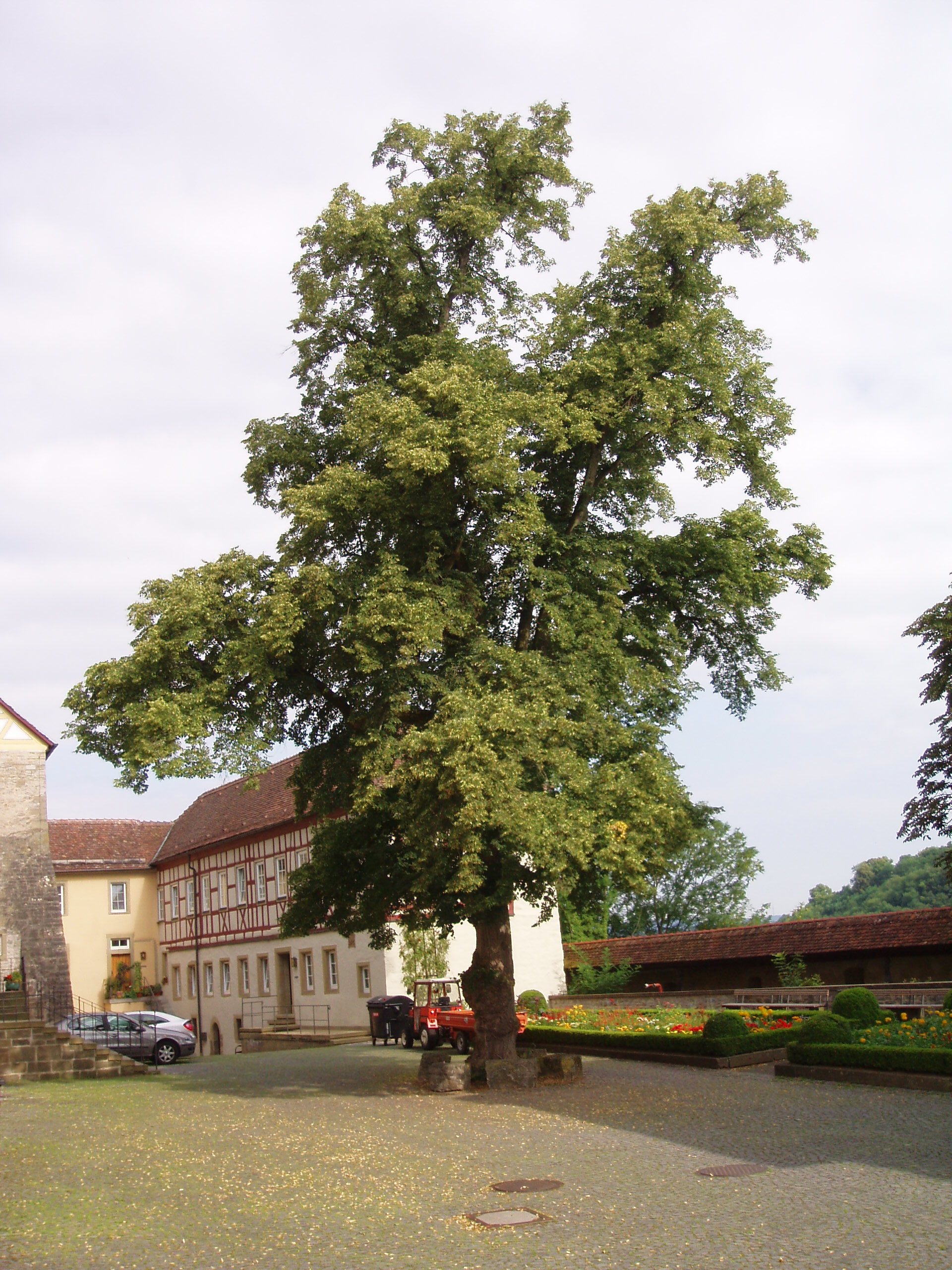
Die Georg-Wagner-Linde auf der Comburg

- Bundesverdienstkreuz 1. Klasse, 1953
- Großes Bundesverdienstkreuz
- Schillerpreis der Stadt Marbach am Neckar, 1965
- Ehrenbürger der Stadt Künzelsau
- Preis der Stadt Wien für Naturwissenschaften, 1949
- Ehrenmitglied des Vereins für vaterländische Naturkunde in Württemberg, 1958[2]
- In Künzelsau wurde die Georg-Wagner-Realschule nach ihm benannt.

## Schriften
- Beiträge zur Stratigraphie und Bildungsgeschichte des oberen Hauptmuschelkalks und der unteren Lettenkohle in Franken (= Geologische und paläontologische Abhandlungen. Band 16, N.F. Band 12, Heft 3), G. Fischer Jena 1913 DNB 571358810 (Naturwissenschaftliche Dissertation Universität Tübingen 1914, 180 Seiten).
- Stylolithen und Drucksuturen.  Geologische und palaeontologische Abhandlungen, N.F. 11, Heft 2, 29 S. 3 Taf, Jena 1913 DNB 365627011.
- Beiträge zur Kenntnis des oberen Hauptmuschelkalks von Mittel- und Norddeutschland. In: Zeitschrift der deutschen geologischen Gesellschaft für 1919, Band 71, Berlin 1920, S. 80–103.
- Einführung in die Erd- und Landschaftsgeschichte mit besonderer Berücksichtigung Süddeutschlands. 2. Auflage, Verlag der Hohenlohe'schen Buchhandlung, Öhringen 1950  DNB 455339651.